# Jacques Cartier (L9033)
Jacques Cartier (L9033) byla tanková výsadková loď Francouzského námořnictva, která byla roku 2013 vyřazena. Jednalo se o loď třídy Champlain.

## Výzbroj
Na Jacques Cartier byly nainstalovány dva 40mm protiletadlové kanóny, dva 12,7mm těžké kulomety a dva 81mm minomety. V zadní části lodi se nacházela přistávací plocha pro jeden vrtulník o váze 6 t.